# Karancslapujtő
Karancslapujtő es un pueblo ubicado en el condado de Nógrád, Hungría.

## Superficie
Posee una superficie de 19,35 kilómetros cuadrados.

## Demografía
Hasta 2021 la población era de 2362 habitantes, con una densidad de población de 122,06 habitantes por kilómetro cuadrado.